# خليج أبالاتشيكولا
خليج أبالاتشيكولا هو خليج يقع على الساحل الشمالي الغربي لولاية فلوريدا الأمريكية. يشمل نظام خليج أبالاتشيكولا أيضًا سانت جورج ساوند وسانت فنسنت ساوند وإيست باي، وتغطي مساحة تبلغ حوالي 208 أميال مربعة (540) كم2). أربع جزر، جزيرة سانت فنسنت من الغرب، جزيرة كيب سانت جورج وجزيرة سانت جورج من الجنوب، وجزيرة دوج من الشرق، تفصل النظام عن خليج المكسيك. صُنِّفَتِ البحيرة كمحمية وطنية لبحوث مصبات الأنهار ونهر أبالاتشيكولا هو أكبر مصدر للمياه العذبة إلى مصب النهر. بالاقتران نهر فلينت ونهر أوتشلوكوني، فإنها تستنزف مستجمعات المياه لأكثر من 20000 ميل مربع (50000) كم2) بمعدل 19599 قدم مكعب (550 م3) في الثانية حسب هيئة المسح الجيولوجي الأمريكية في عام 2002.